# Mary Morstan
Mary Morstan Watson è un personaggio immaginario di Sherlock Holmes. È stata introdotta per la prima volta nel romanzo Il segno dei quattro dove ella ed un esitante dottor Watson provano reciproca attrazione ma soltanto quando il caso è risolto il collaboratore del famoso investigatore trova il coraggio di esprimere i suoi sentimenti. È descritta come bionda e dalla carnagione chiara. All'epoca in cui ingaggia Sherlock Holmes la signorina Morstan era impiegata come governante. Sebbene alla fine del romanzo la maggior parte del tesoro di Agra sia andata perduta, Mary aveva ricevuto in precedenza sei perle prelevate da un rosario che faceva parte del predetto tesoro.

## Famiglia
Mary Morstan è figlia del capitano Morstan, un ufficiale dell'Esercito Coloniale Britannico di stanza in India e successivamente assegnato alla colonia penale delle isole Andamane. Il capitano Morstan scomparve nel 1878 in circostanze misteriose le quali, come verrà successivamente dimostrato, si trovavano in relazione con il mistero del Segno dei Quattro. Sua madre morì poco dopo la sua nascita e nonostante non avesse alcun altro parente in Inghilterra fu educata in quel Paese.

## Rapporti con il dottor Watson e morte
Sebbene sia stato amore a prima vista, i rapporti fra Mary Morstan ed il dottor Watson a volte oscillano. In Il caso dell'uomo deforme, l'estate seguente il matrimonio, Watson si allontana da casa con Holmes per risolvere il caso. Ne Il mistero di Boscombe Valley Mary è piuttosto preoccupata dello stato di salute del marito che si accinge ad andare in campagna, ma quando la donna muore (le circostanze della morte non sono riportate nel Canone di Sherlock), Watson torna ad abitare con Holmes e non fa riferimento alla perdita, sebbene William S. Baring-Gould, noto studioso di Sherlock Holmes, abbia congetturato che il dottor Watson si sia risposato. È probabile che Mary Morstan sia morta nel periodo di tempo (dal 1891 al 1894) che va dai fatti narrati ne Il problema finale a quelli riferiti nel racconto L'avventura della casa vuota. Ciò in quanto nel biglietto di addio che Holmes lascia a Watson nei pressi della cascata del Reichenbach, l'investigatore chiede al suo vecchio amico di "porgere i suoi saluti alla sig.ra Watson"; al ritorno di Holmes, Watson scrive, "In qualche modo (Holmes) aveva saputo del grave lutto che mi aveva colpito"; e ne L'avventura del costruttore di Norwood, una delle primissime avventure dopo il ritorno di Holmes, Watson riferisce di essere ritornato nelle sue antiche stanze in Baker Street.